# 厄恩斯特·多伊奇
厄恩斯特·多伊奇（Ernst Deutsch，1890年9月16日—1969年3月22日）是一名德國演員，生於布拉格，卒於柏林。
多伊奇年輕時是表現主義戲劇時期的重要演員，曾經主演華特·哈森克萊佛（Walter Hasenclever）的《兒子》（Der Sohn，1915年）等劇。在1938年時曾移居美國，化名為恩斯特·多利安（Ernest Dorian）在好萊塢工作，經歷舞台劇、電影到電視劇。在戰後（1947年）重新回到歐洲表演。